# Cojocăreni
Cojocăreni – wieś w Rumunii, w okręgu Suczawa, w gminie Zamostea. W 2011 roku liczyła 134 mieszkańców. 